# Cyclodomorphus branchialis
Espèce
Synonymes
- Hinulia branchialis Günther, 1867
- Lygosoma gastrostigma Boulenger, 1898
- Lygosoma woodjonesii Procter, 1923

Cyclodomorphus branchialis est une espèce de sauriens de la famille des Scincidae.

## Répartition
Cette espèce est endémique d'Australie. Elle se rencontre en Australie-Occidentale, dans le Territoire du Nord, au Queensland, en Australie-Méridionale et en Tasmanie.

## Description
C'est un saurien vivipare.

## Publication originale
- Günther, 1867 : Additions to the knowledge of Australian reptiles and fishes. Annals and Magazine of Natural History, sér. 3, vol. 20, p. 45-57 (texte intégral).